# Myntort
En myntort är en plats där myntprägling äger rum. 

## Myntorter i Sverige

### Vikingatid och medeltid
Sverige har sedan vikinga- och medeltiden haft ett stort antal olika myntorter, både inom riket och i olika besittningar. De första svenska mynten lät Olof Skötkonung prägla på 990-talet i Sigtuna som var Sveriges enda myntort tills präglingen upphörde på 1030-talet. Efter mer än hundra år utan svensk myntprägling återupptogs verksamheten i mitten på 1100-talet, då i Lödöse och på Gotland.
Mellan 1250 och 1290 var antalet myntorter i Sverige som flest. I Magnus Ladulås testamente från 1285 framgår att mynthus förekom på åtta svenska orter: I Västerås, Uppsala, Örebro, Nyköping, Skara, Skänninge, Söderköping och Jönköping. Även Lödöse och Kalmar var aktiva som myntorter under delar av perioden. Under 1300-talet avvecklades ett system med myntindragningar och behovet av många myntorter minskade. Vid slutet av medeltiden präglades mynt enbart i Västerås, Stockholm och på Gotland.

### Nyare tid till nutid
Under sin tid som riksföreståndare och kung introducerade Gustav Vasa myntprägling i Hedemora, Arboga och Åbo. Under 1500- och 1600-talet var Sala silvergruva och Falu koppargruva mycket betydelsefulla för svensk mynttillverkning. Efter 1658 och fram till 1831 fungerade Stockholm och Avesta som kungliga myntorter men även bröderna Abraham och Jacob Reenstierna hade under senare halvan av 1600-talet ett privat bolag som präglade plåtmynt i tornedalska Kengis. På samma sätt bedrevs vid mitten av 1700-talet privat prägling av plåtmynt vid Ljusnedals bruk i Härjedalen och från Fröå gruva och Åreskutan i Jämtland utvanns material som präglades vid närliggande Huså och Semlan. 
År 1832 brann kopparbruket i Avesta ned och kopparpräglingen flyttades till Stockholm som därmed blev ensam myntort i Sverige. Så förblev det fram tills regeringen beslutade att decentralisera mynttillverkningen från Stockholm till Eskilstuna. Kungliga Myntverket (från 2002 AB Myntverket) fortsatte där tillverkningen mellan 1974 och 2008. Efter att svensk myntning privatiserats köptes myntverket av finska statens bolag Suomen Rahapaja Oy. Under 2011 lades all verksamhet i Eskilstuna ned. Sedan dess präglas alla svenska mynt i Vanda.

## Lista över svenska myntorter

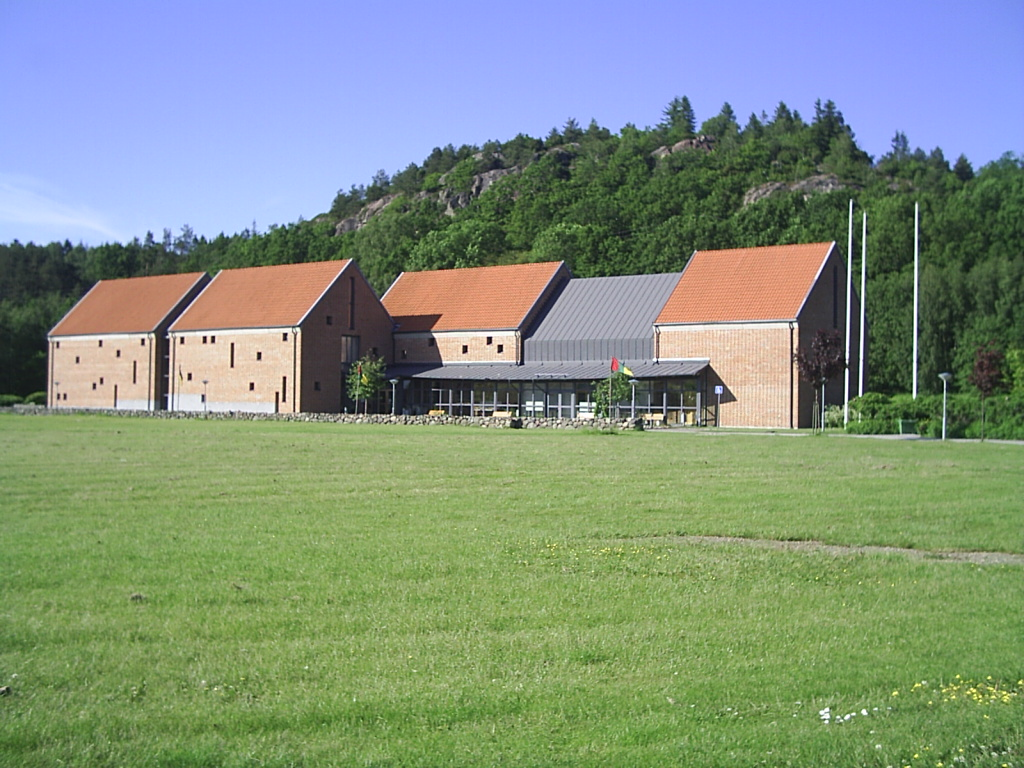
Lödöse museum har utställningar om mynt och arkeologiska fynd från orten som var ett viktigt medeltida handelscentrum.

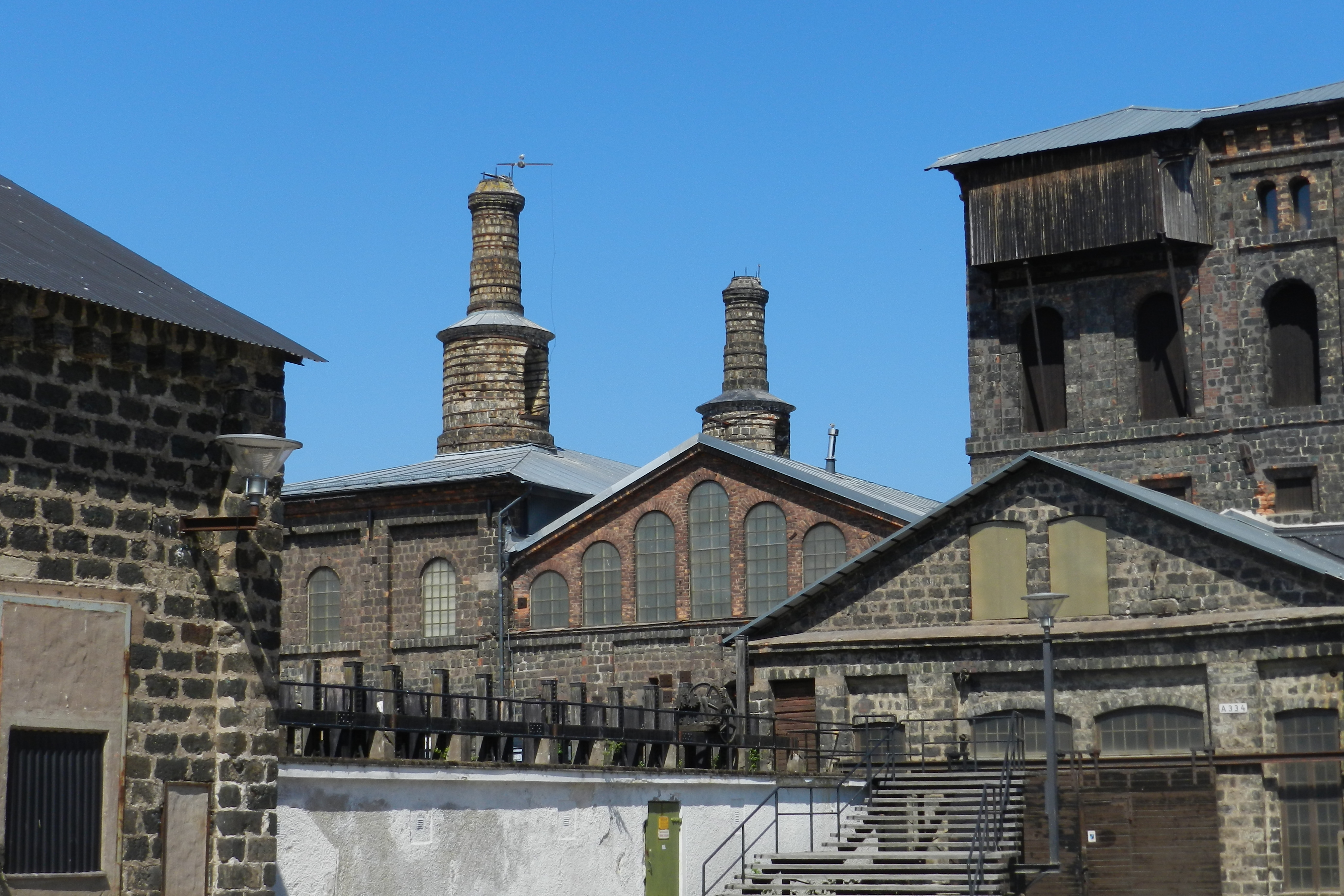
Industriområdet Koppardalen i Avesta som på 1640-talet fick ett myntverk.

Många äldre årtal är svåra att verifiera. I flera fall är det osäkert exakt när och hur länge myntverk var aktiva. Årtalen i tabellen baseras på uppskattningar från Numismatiska forskningsgruppen på Stockholms Universitet.
| Ort          | År som myntort                                        |
| ------------ | ----------------------------------------------------- |
| Sigtuna      | 994-1018, 1022-1035, 1180-1290                        |
| Lödöse       | 1150-1275, 1290-1365                                  |
| Gotland      | 1140-1554                                             |
| Örebro       | 1250-1354                                             |
| Uppsala      | 1180-1290, 1522, 1589                                 |
| Nyköping     | 1210-1354, 1586-1593, 1625-1629, 1632-1665            |
| Västerås     | 1250-1439, 1480-1520, 1522-1535, 1538-1540, 1574-1575 |
| Söderköping  | 1250-1389, 1453-1470, 1521-1523, 1614-1618            |
| Kalmar       | 1290-1380, 1603-1604, 1620-1627                       |
| Skänninge    | 1250-1285                                             |
| Jönköping    | 1250-1354                                             |
| Skara        | 1275-1290                                             |
| Stockholm    | 1363-1520, 1523-1538, 1542-1543, 1556-1974            |
| Hedemora     | 1521                                                  |
| Arboga       | 1522-1526, 1627-1632                                  |
| Svartsjö     | 1542-1550                                             |
| Åbo          | 1522-1525, 1556-1558                                  |
| Vadstena     | 1563, 1568, 1586-1587, 1611-1618                      |
| Gripsholm    | 1598                                                  |
| Göteborg     | 1609-1611, 1621-1627, 1635-1636                       |
| Säter        | 1624-1642                                             |
| Sala         | 1631, 1633, 1639-1641                                 |
| Norrköping   | 1626-1627                                             |
| Avesta       | 1642-1761, 1768-1832                                  |
| Landskrona   | 1675-1676                                             |
| Kristianstad | 1677, ev. 1678                                        |
| Kengis       | 1675-1701                                             |
| Ljusnedal    | 1746-1755                                             |
| Huså         | 1748                                                  |
| Semlan       | 1752                                                  |
| Eskilstuna   | 1974–2011                                             |